# Martin Pfister
Martin Pfister (nascido em 31 de julho de 1963) é um político e historiador suíço do "O Centro". Ele atua como Regierungsrat (Ministro Cantonal) de Zug desde 2016, responsável pelo departamento de saúde. Ele é professor formado e Oberst no Exército Suíço, tendo servido por oito anos em resposta a desastres.
Pfister foi eleito para suceder Viola Amherd no Conselho Federal (Suíça) em 12 de março de 2025, e dois dias depois foi anunciado que ele também substituiria Amherd como chefe do Departamento Federal da Defesa, Proteção da População e Desportos.

## Biografia

### Carreira política
A carreira política de Pfister começou com sua eleição para o Conselho Cantonal (em alemão: Kantonsrat) de Zug em 2006, cargo que ocupou até 2016. De 2009 a 2012, ele foi líder do partido (em alemão: Fraktionschef) do CVP em Zug. Nas eleições suplementares de 17 de janeiro de 2016 para o Conselho Executivo (em alemão: Regierungsrat) do Cantão de Zug, Pfister foi eleito para preencher a vaga deixada por Peter Hegglin. Ele liderou o departamento de saúde de Zug de 2016 a 2025. Como chefe da Conferência dos Diretores de Saúde da Suíça Central, Pfister teve um papel proeminente na resposta à pandemia de COVID-19. Ele recebeu o maior número de votos de qualquer candidato nas eleições do Conselho Executivo de 2022.
Em 2025, Pfister foi eleito para o Conselho Federal para substituir Viola Amherd. Sua ascensão à liderança do Departamento Federal da Defesa, Proteção da População e Desportos era esperada e foi oficialmente confirmada na redistribuição de departamentos entre os conselheiros federais dois dias após a eleição. Inicialmente, o oponente de Pfister, Markus Ritter, era visto como o favorito, tendo muito mais influência na política nacional. Pfister anunciou sua candidatura no último momento e passou vários dias em privado depois disso, levando a ser descrito como um "candidato de fachada". Durante sua campanha, ele focou em grandes questões geopolíticas, muitas vezes respondendo às perguntas com hesitação ou com "aí eu puxo o curinga". Em contraste com Ritter, que se apresentava agressivamente como um solucionador de problemas, Pfister falava de forma lenta e calma.

### Vida pessoal e educação
Pfister nasceu em 31 de julho de 1963 em Zug e cresceu lá e em Allenwinden, onde atualmente reside com sua família.
Quando jovem, Pfister foi ativo nos escoteiros (em alemão: Pfadi) em Baar com o nome escoteiro em alemão: Hecht; romaniz.: Lúcio. Durante seu serviço militar, frequentou a escola de oficiais em Wangen an der Aare, onde foi notado por sua resistência física, chegando a carregar duas mochilas. Durante seu treinamento militar, Pfister trabalhou como assistente do professor  de na Universidade de Friburgo. Ele estudou história e estudos germânicos, com foco especial na história dos conselheiros federais suíços, e escreveu sua tese sobre Philipp Etter, um dos primeiros conselheiros federais de Zug. Apesar da recomendação de seu professor, Pfister optou por não seguir uma carreira acadêmica.
Pfister é casado com Cacilda Giacometti Pfister. Juntos, eles formam uma família com quatro filhos.

## Posições políticas
Pfister é contra o afrouxamento da regra da dívida, preferindo aumentar a receita por meio do aumento do imposto sobre o valor agregado. Suas posições foram descritas no Neue Zürcher Zeitung (NZZ) como "liberais em questões sociais e econômicas".
Os colegas de Pfister no Conselho Executivo de Zug o descreveram como "muito colegial", com oponentes políticos elogiando sua abertura ao diálogo. No entanto, sua disposição para compromissos também foi criticada como falta de decisão, uma qualidade descrita pela NZZ como "a personificação de O Centro como nenhum outro".